# Alyeska Pipeline Service Company

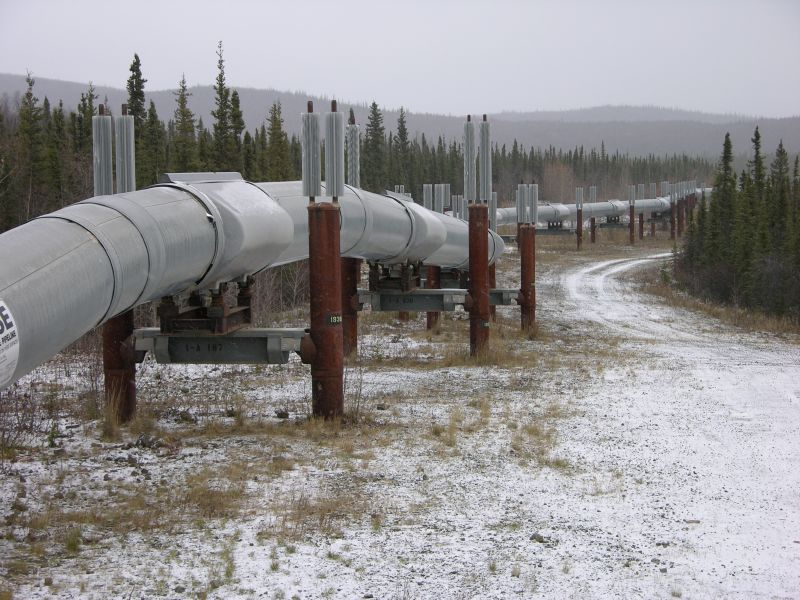
Trans-Alaska-Pipeline aus 1975/1977, wärmeisoliertes Rohr im Zick-Zack, luft-heatpipe-gekühlte Stahlstützen mit Gleitschuh am Querträger (2005)

Die Alyeska Pipeline Service Company ist die Betreibergesellschaft des Trans-Alaska-Pipeline-Systems (TAPS).
1968 wurde in Prudhoe Bay an der Beaufortsee in der North Slope von Alaska Öl gefunden. Das Konsortium der Ölgesellschaften, die das Öl fördern wollten, beschlossen den Bau einer Pipeline zum Transport des Rohöls vom Prudhoe-Bay-Ölfeld nach Valdez, einer Stadt im Süden Alaskas am Golf von Alaska mit dem nördlichsten eisfreien Hafen der Vereinigten Staaten.
Die Alyeska Pipeline Service Company wurde 1970 mit dem Auftrag, die Pipeline zu planen, zu bauen, zu betreiben und zu warten, gegründet. Zur damaligen Zeit war der Bau der Pipeline mit Kosten von 8 Milliarden US-Dollar das teuerste privat finanzierte Projekt der Geschichte.
Das Konsortium der Betreiberfirmen besteht aus BP Pipelines (Alaska) Inc. (46,93 %), ConocoPhillips Transportation Alaska, Inc. (28,29 %), ExxonMobil Pipeline Company (20,34 %), Unocal Pipeline Company (1,36 %) und Koch Alaska Pipeline Company (3,08 %). Das Hauptquartier der Alyeska Pipeline Service Company befindet sich in Anchorage mit Nebenstellen in Fairbanks und Valdez. Das Unternehmen beschäftigt etwa 800 Menschen. (Stand: Mai 2008)
Im August 2019 vereinbarten BP und Hilcorp Alaska, eine Tochter der texanischen Hilcorp Energy Company, den Verkauf aller Geschäftsfelder BPs in Alaska. Zur Verkaufsmasse zählt auch die BP-Tochter BP Pipelines (Alaska) Inc. als bisher größter Anteilseigner des Trans-Alaska-Pipeline-Systems.